# Sint-Laureinsstrand
Het Sint-Laureinsstrand is een natuurgebied bij de tot de West-Vlaamse gemeente Middelkerke behorende plaats Westende.
Het gebied werd in 1982 beschermd als landschap. Het bestaat uit duingebied met soorten als zeeraket, duinreigersbek, duinruit, kruipwilg, duinviooltje en duindoorn.
In het gebied ligt ook het Steunpunt Seydlitz, deel uitmakend van de Atlantikwall (1942-1944).